# Kommunalwahlen in Saudi-Arabien 2015
Die Kommunalwahlen in Saudi-Arabien 2015 fanden am 12. Dezember 2015 in ganz Saudi-Arabien statt. Es waren die ersten Wahlen in der Geschichte des Landes, an denen Frauen teilnehmen durften – sowohl als Wählerinnen als auch als Kandidatinnen. 20 Frauen erhielten Mandate.

## Kandidaturen
Um die 2100 Sitze in den Kommunalparlamenten hatten sich 7000 Kandidaten beworben, darunter 979 Frauen.
Das Wahlprogramm vieler Kandidatinnen enthielt Forderungen nach besseren Straßen, saubereren Städten, mehr Krippenplätzen sowie Sport- und Kulturzentren für die Jugend. Die Mandatsträgerinnen stammen den Angaben zufolge aus zehn Regionen des Landes, unter anderem aus den größten Städte Riad und Dschidda sowie einem Dorf nahe Mekka. In Dschidda kandidierten Frauen aus drei Generationen ein und derselben Familie. Eine von ihnen, Sahar Hassan Nasief, sagte, die Erfahrung markiere den Beginn größerer Rechte für Frauen in dem Land, wo sie Gesetzen unterworfen seien, die den Männern das letzte Wort über wichtige Bereiche ihres Lebens wie Heirat, höhere Bildung oder Reisen gäben, und wo sie nicht am Steuer eines Autos sitzen dürften.

## Wahlbeteiligung
Die Wahlbeteiligung betrug 47 % (44 % bei den 1.350.000 registrierten Männern und 82 % bei den 130.000 registrierten Frauen). 106.000 der registrierten Frauen haben einen Stimmzettel abgegeben.

## Ergebnisse
Zwanzig Frauen wurden gewählt.
Zwei Frauen erhielten in Dschidda Mandate.
In der konservativen Hauptstadt Riad setzten sich vier Kandidatinnen durch. 
In der Östlichen Provinz, in der überwiegend Schiiten leben, wurden zwei Frauen gewählt. Der Bürgermeister von Mekka, Osama al-Bar, berichtete, dass die Kandidatin Salma al-Oteibi in der Region Madrakah ein Mandat erreicht habe. Eine weitere Kandidatin, Hinauf al-Hasmi, wurde in Al-Dschauf im Norden des Landes gewählt, wie die saudi-arabische Nachrichtenagentur meldete.

## Bedeutung der Kommunalwahlen in Saudi-Arabien
Nur auf kommunaler Ebene können Bürger ihre Vertretung selbst bestimmen. Die Räte haben keine gesetzgebende Gewalt. Sie können aber Behörden beraten und dabei helfen, die örtlichen Etats zu kontrollieren. Zusätzlich zu den durch Wahl zu besetzenden Sitzen werden 1050 Mandate mit Zustimmung von König Salman vergeben. Damit sind die gewählten Vertreter in der Mehrheit.